# Aethopyga boltoni
La suimanga de Bolton (Aethopyga boltoni) es una especie de ave paseriforme de la familia Nectariniidae endémica del sur de Filipinas.

## Distribución y hábitat
Es endémica de la isla de Mindanao, en el sur de las Filipinas. Sus hábitats naturales son las selvas tropicales húmedas de montaña.

## Subespecies
Se reconocen las siguientes:
- A. b. malindangensis Rand & Rabor, 1957 - oeste de Mindanao
- A. b. boltoni Mearns, 1905 - este-centro y este de Mindanao
- A. b. tibolii Kennedy, Gonzales & Miranda, 1997 - sur de Mindanao